# Handball-Gauliga Südwest
Die Handball-Gauliga Südwest (ab 1939: Handball-Bereichsklasse Südwest) war eine der obersten deutschen Feldhandball-Ligen in der Zeit des Nationalsozialismus. Sie bestand von 1933 bis 1941.

## Geschichte
Vorgänger der Handball-Gauliga Südwest war die Süddeutsche Feldhandball-Meisterschaft, welche vom Süddeutschen Fußball- und Leichtathletik-Verband (SFuLV) ausgetragen wurde. Dessen Sieger qualifizierte sich für die von der Deutsche Sportbehörde für Leichtathletik organisierte Deutsche Feldhandballmeisterschaft. Im Zuge der Gleichschaltung wurden der SFuLV und die anderen bestehenden regionalen Feldhandball-Verbände in Deutschland wenige Monate nach der Machtübernahme der Nationalsozialisten im Jahre 1933 aufgelöst. An deren Stelle traten anfangs 16 Handball-Gauligen, deren Sieger sich für die nun vom Nationalsozialistischen Reichsbund für Leibesübungen organisierte Deutsche Feldhandballmeisterschaft qualifizierten. Das Verbandsgebiet des SFuLV wurde dabei aufgeteilt, Vereine aus der Saarpfalz und Main-Hessen spielten fortan in der Gauliga Südwest.
Die Feldhandball-Gauliga Südwest startete 1933 mit zwei Staffeln zu je acht Teilnehmern. Zur kommenden Spielzeit wurde der Spielbetrieb auf eine Gruppe mit zehn Teilnehmern verkleinert. Kriegsbedingt gab es in der Spielzeit 1939/40 erneut zwei Staffeln. Insgesamt sechs Mannschaften konnten die Gaumeisterschaft im Verlauf des Bestehens gewinnen, wobei es nur dem Polizei SV Darmstadt und der SA-KSG Frankfurt gelang, diese mehr als einmal zu gewinnen. Bei den Deutschen Feldhandballmeisterschaften gewann Polizei SV Darmstadt gleich in der ersten Spielzeit 1933/34 überraschend die Meisterschaft. In den kommenden Spielzeiten konnte an diesen Erfolg nicht mehr angeknüpft werden, die Vertreter Südwests schieden regelmäßig in den ersten Runden aus.
1941 wurde der Sportbereich Südwest kriegsbedingt aufgelöst und die Vereine den neuen, kleineren Gauligen Westmark und Hessen-Nassau zugeteilt.

## Meister der Handball-Gauliga Südwest 1934–1941
| Saison  | Meister Gauliga Südwest | Abschneiden deutsche Meisterschaft | Deutscher Meister     |
| ------- | ----------------------- | ---------------------------------- | --------------------- |
| 1933/34 | Polizei SV Darmstadt    | Sieger                             | Polizei SV Darmstadt  |
| 1934/35 | SV Darmstadt 98         | Gruppenzweiter Gruppe 4            | Polizei SV Magdeburg  |
| 1935/36 | MSV Darmstadt           | Gruppenzweiter Gruppe 4            | MSV Hindenburg Minden |
| 1936/37 | VfR Schwanheim          | Gruppenzweiter Gruppe 4            | MTSA Leipzig          |
| 1937/38 | VfL 1880 Haßloch        | Gruppendritter Gruppe 4            | MTSA Leipzig          |
| 1938/39 | TSG 1861 Ludwigshafen   | Gruppenvierter Gruppe 3            | MTSA Leipzig          |
| 1939/40 | SA-KSG Frankfurt        | Vorrunde                           | Lintforter SpV        |
| 1940/41 | SA-KSG Frankfurt        | Zwischenrunde                      | SV Polizei Hamburg    |

## Rekordmeister
Rekordmeister der Gauliga Südwest sind der Polizei SV Darmstadt und die SA-KSG Frankfurt, die die Meisterschaft insgesamt jeweils zwei Mal gewinnen konnte.
|  | Verein                               | Titel | Jahr       |
|  | ------------------------------------ | ----- | ---------- |
|  | Polizei SV Darmstadt / MSV Darmstadt | 2     | 1934, 1936 |
|  | SA-KSG Frankfurt                     | 2     | 1940, 1941 |
|  | SV Darmstadt 98                      | 1     | 1935       |
|  | VfR Schwanheim                       | 1     | 1937       |
|  | VfL 1880 Haßloch                     | 1     | 1938       |
|  | TSG 1861 Ludwigshafen                | 1     | 1939       |

## Tabellen

### 1933/34
| Pl. | Verein               | Sp. | Tore   | Punkte |
| --- | -------------------- | --- | ------ | ------ |
| 1.  | Polizei SV Darmstadt | 14  | 137:48 | 26–20  |
| 2.  | TSV 1883 Herrnsheim  | 14  | 103:66 | 22–60  |
| 3.  | VfR Schwanheim       | 14  | 103:82 | 16–12  |
| 4.  | SV Darmstadt 98      | 12  | 89:82  | 14–10  |
| 5.  | TG Offenbach 1885    | 13  | 62:86  | 010–16 |
| 6.  | SV Wiesbaden         | 13  | 58:71  | 08–18  |
| 7.  | TG 1847 Rüdesheim    | 13  | 43:99  | 06–20  |
| 8.  | TSG Fechenheim 1860  | 12  | 45:92  | 04–20  |

| Pl. | Verein                 | Sp. | Punkte |
| --- | ---------------------- | --- | ------ |
| 1.  | TV 1881 Friesenheim    | 14  | 22–60  |
| 2.  | FC Pfalz Ludwigshafen  | 12  | 19–50  |
| 3.  | VfR Kaiserslautern     | 12  | 15–90  |
| 4.  | SpVgg Merzig           | 12  | 14–10  |
| 5.  | VT Oggersheim          | 10  | 09–11  |
| 6.  | TV 1861 Kaiserslautern | 12  | 09–15  |
| 7.  | TV Malstatt            | 10  | 06–14  |
| 8.  | TV Neunkirchen         | 12  | 00–24  |

| Legende |                      |
|         | Qualifikation Finale |
|         | Absteiger            |

Finale
Da beide Staffelsieger jeweils ein Spiel gewannen und eine Addition der Ergebnisse nicht vorgesehen war, kam es am 8. April 1934 zu einem Entscheidungsspiel in Worms.
|                                               | Gesamt |                                                  | Hinspiel | Rückspiel | 3. Spiel |
| --------------------------------------------- | ------ | ------------------------------------------------ | -------- | --------- | -------- |
| TV 1881 Friesenheim (Staffelsieger Saarpfalz) | 14:24  | Polizei SV Darmstadt (Staffelsieger Main-Hessen) | 6:3      | 2:10      | 6:11     |

### 1934/35
| Pl.                                                         | Verein                   | Sp. | S  | U | N  | Tore    | Diff. | Punkte |
| ----------------------------------------------------------- | ------------------------ | --- | -- | - | -- | ------- | ----- | ------ |
| 1.                                                          | SV Darmstadt 98          | 18  | 14 | 2 | 2  | 157:111 | +46   | 30:60  |
| 2.                                                          | Polizei SV Darmstadt (M) | 18  | 13 | 2 | 3  | 155:810 | +74   | 28:80  |
| 3.                                                          | SV Wiesbaden             | 18  | 9  | 4 | 5  | 085:690 | +16   | 22:14  |
| 4.                                                          | TV 1883 Herrnsheim       | 18  | 10 | 1 | 7  | 115:870 | +28   | 21:15  |
| 5.                                                          | TV 1880 Haßloch (N)      | 18  | 10 | 0 | 8  | 100:980 | +2    | 20:16  |
| 6.                                                          | VfR Schwanheim a         | 18  | 7  | 2 | 9  | 098:950 | +3    | 16:20  |
| 7.                                                          | VfR Kaiserslautern       | 18  | 6  | 1 | 11 | 084:132 | −48   | 13:23  |
| 8.                                                          | TV 1881 Friesenheim      | 18  | 5  | 2 | 11 | 078:113 | −35   | 12:24  |
| 9.                                                          | FC Pfalz Ludwigshafen    | 18  | 3  | 3 | 12 | 098:142 | −44   | 09:27  |
| 10.                                                         | SV Offenbach             | 18  | 4  | 1 | 13 | 086:119 | −33   | 09:27  |
| Quelle: Darmstädter Tagblatt Nr. 91/1935, Stand: Saisonende |                          |     |    |   |    |         |       |        |

| Legende |                                                           |
|         | Qualifikation Deutsche Feldhandball-Meisterschaft 1934/35 |
|         | Absteiger                                                 |
| (M)     | Titelverteidiger                                          |
| (N)     | Aufsteiger                                                |

### 1935/36
| Pl. | Verein                        | Sp.           | Tore          | Punkte        |
| --- | ----------------------------- | ------------- | ------------- | ------------- |
| 1.  | Polizei SV Darmstadt b        | 14            | 135:690       | 26–20         |
| 2.  | TSV 1883 Herrnsheim           | 14            | 113:750       | 19–90         |
| 3.  | TV 1880 Haßloch               | 14            | 096:950       | 15–13         |
| 4.  | SV Ingobertia St. Ingbert (N) | 14            | 100:106       | 15–13         |
| 5.  | SV Darmstadt 98 (M)           | 14            | 099:900       | 14–14         |
| 6.  | FSV Frankfurt (N)             | 14            | 068:890       | 10–18         |
| 7.  | SV Wiesbaden                  | 14            | 048:660       | 09–19         |
| 8.  | VfR Kaiserslautern            | 14            | 050:119       | 04–24         |
| 9.  | TV 1881 Friesenheim           | zurückgezogen | zurückgezogen | zurückgezogen |

| Legende |                                                           |
|         | Qualifikation Deutsche Feldhandball-Meisterschaft 1935/36 |
|         | Absteiger                                                 |
| (M)     | Titelverteidiger                                          |
| (N)     | Aufsteiger                                                |

### 1936/37
Die Abschlusstabelle ist nur teilweise überliefert. Folgende Mannschaften nahmen teil (Reihenfolge nach unvollständigem Zwischenstand):
- Gaumeister
  - VfR Schwanheim (N)
- Weitere Teilnehmer
  - TSV 1883 Herrnsheim
  - FC Pfalz Ludwigshafen (N)
  - RSV Germania Pfungstadt (N)
  - MSV Darmstadt (M)
  - SV Darmstadt 98
  - FSV Frankfurt
  - OG Haßloch
- Absteiger
  - SV Ingobertia St. Ingbert
  - SV Wiesbaden (Während der Saison zurückgezogen)

### 1937/38
| Pl.                                       | Verein                    | Sp. | Tore    | Punkte |
| ----------------------------------------- | ------------------------- | --- | ------- | ------ |
| 1.                                        | VfL 1880 Haßloch          | 16  | 134:890 | 26–60  |
| 2.                                        | TSG 1861 Ludwigshafen     | 16  | 106:102 | 18–14  |
| 3.                                        | MSV Darmstadt             | 16  | 125:125 | 17–15  |
| 4.                                        | SC Viktoria Griesheim (N) | 16  | 118:123 | 15–17  |
| 5.                                        | Polizei SV Frankfurt (N)  | 16  | 122:129 | 15–17  |
| 6.                                        | TSV 1883 Herrnsheim       | 16  | 093:107 | 14–18  |
| 7.                                        | SV Darmstadt 98           | 16  | 120:121 | 13–19  |
| 8.                                        | RSV Germania Pfungstadt   | 16  | 087:100 | 13–19  |
| 9.                                        | VfR Schwanheim            | 16  | 084:960 | 13–19  |
| Quelle: Darmstädter Tagblatt Nr. 146/1938 |                           |     |         |        |

| Legende |                                                           |
|         | Qualifikation Deutsche Feldhandball-Meisterschaft 1937/38 |
|         | Absteiger                                                 |
| (M)     | Titelverteidiger                                          |
| (N)     | Aufsteiger                                                |

### 1938/39
| Pl. | Verein                  | Sp. | Tore    | Punkte |
| --- | ----------------------- | --- | ------- | ------ |
| 1.  | TSG 1861 Ludwigshafen   | 18  | 148:870 | 32–40  |
| 2.  | GfL Griesheim           | 18  | 181:127 | 30–60  |
| 3.  | Polizei SV Frankfurt c  | 18  | 142:130 | 22–14  |
| 4.  | GfL Darmstadt (N)       | 18  | 148:138 | 19–17  |
| 5.  | RSV Germania Pfungstadt | 18  | 102:101 | 19–17  |
| 6.  | VfL 1880 Haßloch (M)    | 18  | 105:145 | 16–20  |
| 7.  | TSV 1883 Herrnsheim c   | 18  | 080:990 | 14–22  |
| 8.  | MSV IR 115 Darmstadt c  | 18  | 089:870 | 12–24  |
| 9.  | SV Darmstadt 98         | 18  | 113:131 | 11–25  |
| 10. | TuRa Ludwigshafen (N)   | 18  | 082:145 | 05–31  |

| Legende |                                                           |
|         | Qualifikation Deutsche Feldhandball-Meisterschaft 1938/39 |
|         | Absteiger                                                 |
| (M)     | Titelverteidiger                                          |
| (N)     | Aufsteiger                                                |

### 1939/40
| Pl. | Verein               | Sp. | Tore  | Punkte |
| --- | -------------------- | --- | ----- | ------ |
| 1.  | SA-KSG Frankfurt (N) | 10  | 74:30 | 18–20  |
| 2.  | GfL Pfungstadt       | 09  | 79:54 | 14–40  |
| 3.  | GfL Griesheim        | 07  | 67:58 | 06–80  |
| 4.  | GfL Darmstadt        | 09  | 42:84 | 06–12  |
| 5.  | SV Darmstadt 98      | 06  | 38:53 | 04–80  |
| 6.  | SV Wiesbaden (N)     | 09  | 49:70 | 02–16  |

| Pl. | Verein                    | Sp. | Punkte |
| --- | ------------------------- | --- | ------ |
| 1.  | VfL 1880 Haßloch          | 9   | 17–10  |
| 2.  | GfL Oggersheim (N)        | 9   | 08–10  |
| 3.  | VfL Friesenheim (N)       | 7   | 07–70  |
| 4.  | Wormatia Worms (N)        | 6   | 06–60  |
| 5.  | TuRa Ludwigshafen         | 8   | 05–11  |
| 6.  | TSG 1861 Ludwigshafen (M) | 7   | 03–11  |

| Legende |                      |
|         | Qualifikation Finale |
|         | Absteiger            |
| (M)     | Titelverteidiger     |
| (N)     | Aufsteiger           |

Finale
|                                 | Gesamt |                                     | Hinspiel | Rückspiel |
| ------------------------------- | ------ | ----------------------------------- | -------- | --------- |
| VfL Haßloch (Sieger Staffel II) | 11:19  | SA-KSG Frankfurt (Sieger Staffel I) | 6:10     | 5:9       |

### 1940/41
| Pl. | Verein           | Sp. | Tore  | Punkte |
| --- | ---------------- | --- | ----- | ------ |
| 1.  | SA-KSG Frankfurt | 10  | 88:51 | 16–4   |
| 2.  | TG Dietzenbach   | 10  | 68:63 | 13–7   |
| 3.  | VfR Schwanheim   | 10  | 55:46 | 12–8   |
| 4.  | TV Mombach       | 10  | 78:78 | 11–9   |
| 5.  | TG Offenbach     | 10  | 63:77 | 08–12  |
| 6.  | GfL Pfungstadt   | 10  | 49:82 | 00–20  |

| Pl. | Verein                 | Sp. | Tore    | Punkte |
| --- | ---------------------- | --- | ------- | ------ |
| 1.  | VfL 1880 Haßloch       | 14  | 248:67  | 27–10  |
| 2.  | TSG 1861 Ludwigshafen  | 14  | 128:75  | 22–6   |
| 3.  | VfR Frankenthal        | 14  | 119:99  | 18–10  |
| 4.  | VfL Schifferstadt      | 14  | 130:119 | 18–10  |
| 5.  | VfL Friesenheim        | 14  | 61:107  | 08–200 |
| 6.  | IG Farben Ludwigshafen | 14  | 90:136  | 07–21  |
| 7.  | TSG Rheingönheim       | 14  | 73:139  | 07–21  |
| 8.  | VfL Speyer             | 14  | 88:190  | 05–23  |

Rückzug vom Spielbetrieb während der Saison: GfL Darmstadt, SV Arheiligen und GfL Griesheim in Staffel I und GfL Oggersheim in Staffel II
Finale
|                                     | Gesamt |                                 | Hinspiel | Rückspiel |
| ----------------------------------- | ------ | ------------------------------- | -------- | --------- |
| SA-KSG Frankfurt (Sieger Staffel I) | 24:17  | VfL Haßloch (Sieger Staffel II) | 15:11    | 9:6       |